# Helena Wayne
Pour les articles homonymes, voir Huntress et Wayne.
Helena Wayne ou parfois Helena Kyle est un personnage de fiction créé par Paul Levitz et Joe Staton dans All Star Comics #69 en 1977. Elle portera le costume de Huntress sur Terre II.

## Biographie du personnage
Helena est née sur Terre II en 1957 de Bruce Wayne et Selina Kyle. Elle grandit en bénéficiant de tous les bienfaits d'une enfance dans une riche famille. Dans sa jeunesse, elle bénéficia d'une éducation approfondie, et s'entraîna à devenir une athlète accomplie. À la fin de ses études, elle rejoignit le cabinet juridique de Cranston et Grayson, dont l’un des actionnaires principaux est Dick Grayson, alias Robin.
En 1976, un criminel fait chanter Selina et l’oblige à redevenir Catwoman, mais elle meurt. Helena décide de venger sa mère et veut faire comparaitre son meurtrier devant les juges. Elle crée son costume, se fabrique ses propres armes à partir des armes de ses parents et part à la recherche du criminel. Une fois sa tâche accomplie, Helena décide de continuer à combattre le crime, sous le nom d’Huntress. L'arbalète devient son arme de prédilection.
Helena rejoint la Justice League of America, groupe dont son père est membre. Elle fait aussi un bref passage parmi les Infinity, Inc.. Elle établit une vraie relation d'amitié avec Power Girl.
Helena meurt en essayant de sauver la vie de plusieurs enfants. Après Crisis, l’existence d’Helena Wayne, ainsi que tout ce qui concerne ses parents et le Dick Grayson de Terre II est rétroactivement effacé de la Terre restante. Le monde ne se rappelle donc plus de son existence.

### Renaissance DC
Cependant lors de la recréation de l'univers DC à la suite des évènements de Flashpoint et de l'instauration de la renaissance DC, le personnage apparaît dans la série World's Finest Comics dont elle partage l'affiche avec Power Girl.
Comme dans les comics pré-crisis, Helena est la fille de Batman et Catwoman de Earth 2. Dans cette nouvelle version, elle se retrouve avec Power Girl sur  Terre-1 à la suite de l'invasion ratée de Darkseid sur la sienne, ayant coûté la vie des trois plus grand héros de la Terre, Batman, Superman et Wonder Woman. La série se passe cinq ans après leur arrivée sur Terre-1.

## Création du personnage
Helena Wayne, la Huntress de l’Âge d’Argent vit sur Terre II, un univers parallèle créé à la fin des années 1960 censé être le monde où les histoires de l'Âge d'or sont censées s'être déroulées. Terre II était aussi le monde des versions de l'Âge d'Or de plusieurs personnages DC.

## Œuvres où le personnage apparaît

### Téléfilm
- Légendes des Super-héros (Legends of the Superheroes, Bill Carruthers, Chris Darley, 1979) avec Barbara Joyce

### Série
- Les Anges de la nuit (Birds of Prey, 13 épisodes, Laeta Kalogridis, 2002-2003) avec Ashley Scott (VF : Virginie Ogouz)
- Flash (The Flash, 1 épisode, cross-over Crisis on Infinite Earths, 2019)  avec Ashley Scott